# 佐伯俊 (俳優)
佐伯 俊（さえき しゅん、1979年3月29日 – ）は、日本の元俳優。北海道出身。身長は173cm。血液型はO型。

## 出演

### テレビドラマ
- 多重人格探偵サイコ 第3話（2000年5月4日、WOWOW） - 大江朔 役
- こちら第三社会部 第3話 - 最終話（2001年10月22日 - 12月17日、TBS）
- HATU ハーツ〜ヴァンパイアシンドローム（2002年1月5日 - 3月30日、tvk） - ヒデノリ 役
- 土曜ワイド劇場 おとり捜査官・北見志穂Ⅴ（2002年12月7日、テレビ朝日） - 川辺裕二 役
- 仮面ライダー555 第12話 - 第36話（2003年4月13日 - 1月5日、テレビ朝日） - 徳本恭輔 役
- プライド 第6話・第8話・最終話（2004年2月16日・3月1日・22日、フジテレビ）

### 配信ドラマ
- 手塚眞のホラーシアター ザ・バースデイ「恐怖のダイエット」（2005年10月5日、Compass-TV） - ヒデトシ 役

### 映画
- クリスマス・イヴ（2001年4月21日、ギャガ・コミュニケーションズ） - 堀内賢志 役
- 異形の肖像（2003年10月25日、スローラーナー） - 主演
- 妄想少女2（2006年1月14日、バグジーエンタテインメント / BAD TASTE） - 佐伯俊夫 役
- 手塚眞のホラーシアター ザ・バースデイ「恐怖のダイエット」（2006年4月29日、コンパスTV） - ヒデトシ 役

### オリジナルビデオ
- 真・雀鬼15/雀神VS雀鬼! 120時間の死闘（2003年5月16日、フルメディア） - 川原実 役
- ゾンビ自衛隊（2006年4月25日、GPミュージアムソフト）

### CM
- グリコ乳業「カフェオーレ・50/50」（2002年）